# Xã Clermont, Quận Fayette, Iowa
Xã Clermont (tiếng Anh: Clermont Township) là một xã thuộc quận Fayette, tiểu bang Iowa, Hoa Kỳ. Năm 2010, dân số của xã này là 894 người.